# San Pier Niceto
San Pier Niceto is een gemeente in de Italiaanse provincie Messina (regio Sicilië) en telt 3084 inwoners (31-12-2004). De oppervlakte bedraagt 36,3 km², de bevolkingsdichtheid is 85 inwoners per km².
De volgende frazioni maken deel uit van de gemeente: San Pier Marina, Serro, Zifronte, Pirrera.

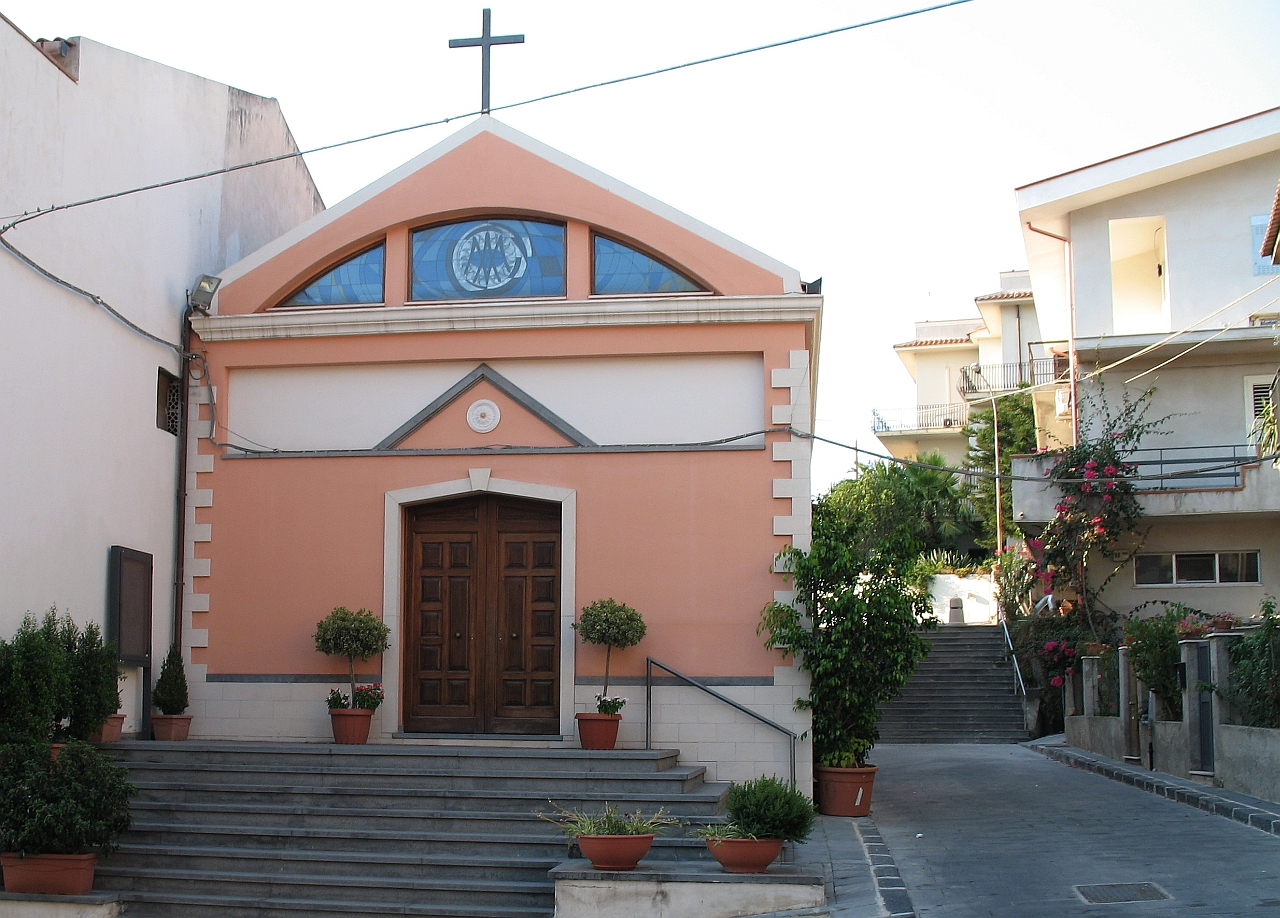
Kerk Maria Immacolata
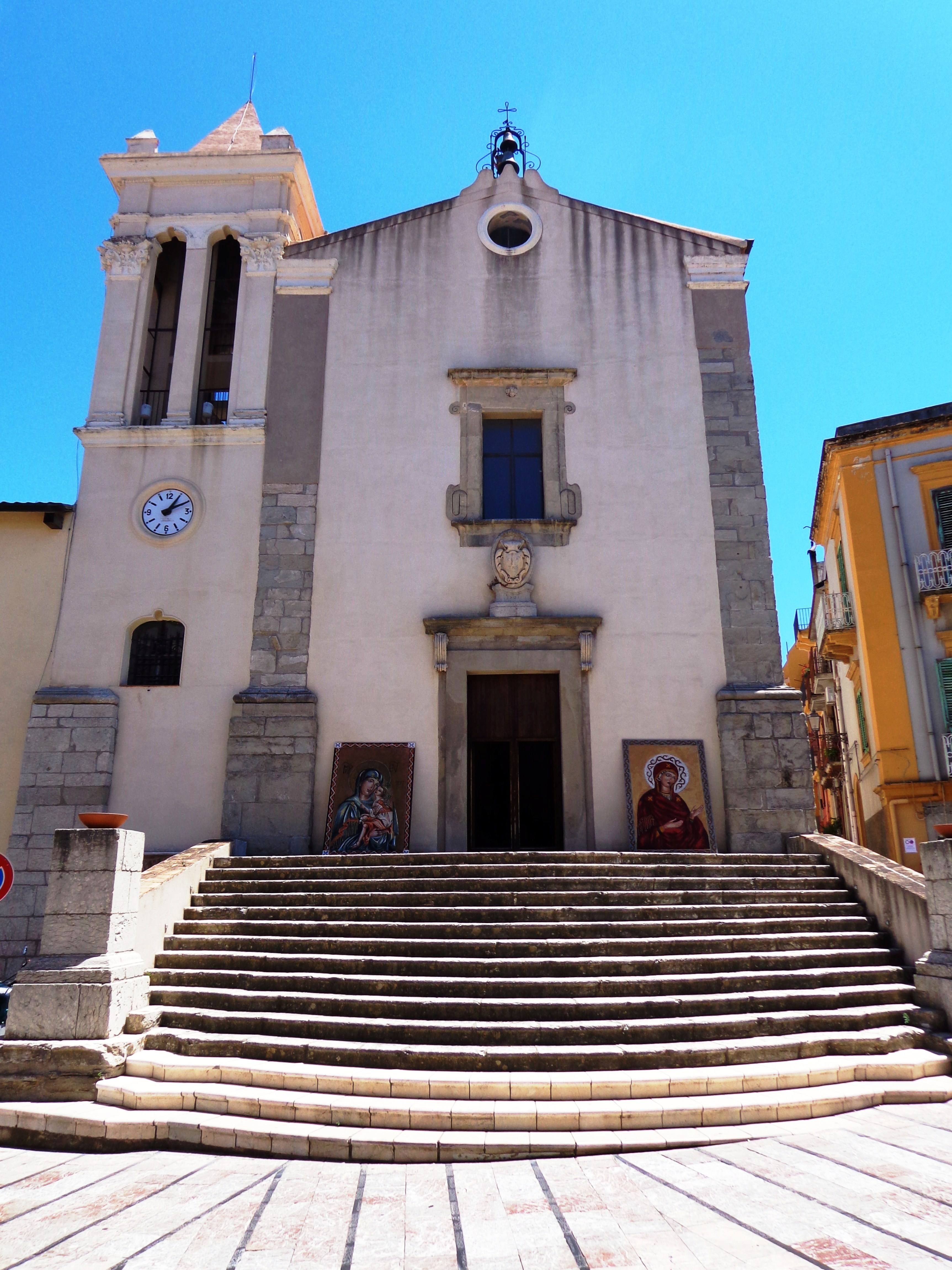
Kerk van San Francesco di Paola

## Demografie
|  |  |
|  |  |

## Geografie
De gemeente ligt op ongeveer 260 m boven zeeniveau.
San Pier Niceto grenst aan de volgende gemeenten: Condrò, Fiumedinisi, Gualtieri Sicaminò, Monforte San Giorgio, Pace del Mela, Santa Lucia del Mela.

## Geboren
- Raimondo Moncada (1736-1813), Grande van Spanje en bisschop van Patti